# مایک فارل
مایک فارل (انگلیسی: Mike Farrell؛ زادهٔ ۶ فوریهٔ ۱۹۳۹) یک هنرپیشه و تهیه‌کننده اهل ایالات متحده آمریکا است. وی از سال ۱۹۶۳ میلادی تاکنون مشغول فعالیت بوده‌است.

## گزیده فیلمشناسی

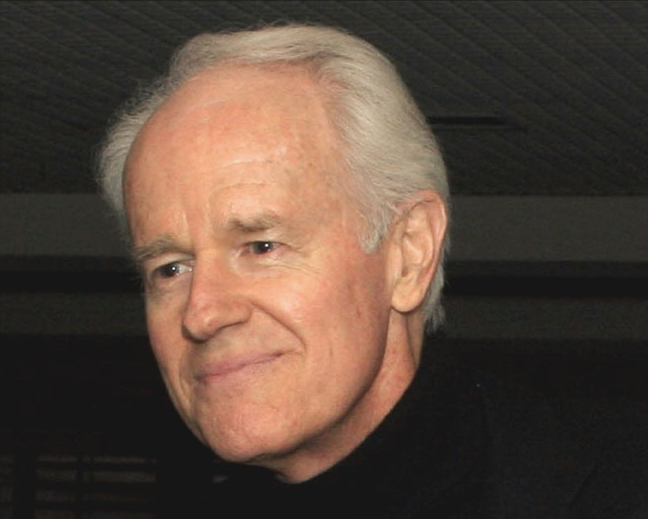

از فیلم‌ها یا برنامه‌های تلویزیونی که وی در آن نقش داشته‌است می‌توان به آثار زیر اشاره کرد.
- کاپیتان نیومن ام.دی. (۱۹۶۳)
- فارغ‌التحصیل (فیلم) (۱۹۶۷)
- شمارش معکوس (فیلم ۱۹۶۸) (۱۹۶۸)
- بونانزا (۱۹۷۲)
- مرد شش‌میلیون‌دلاری (۱۹۷۲)
- روز یادبود (فیلم ۱۹۸۳) (۱۹۸۳)
- جان اف. کندی (تله‌فیلم - ۱۹۸۴)
- سوپرنچرال (مجموعه تلویزیونی - ۲۰۱۲)
- ترور جانی ورساچه: داستان جنایی آمریکایی (۲۰۱۸)
- ان‌سی‌آی‌اس (۲۰۱۹)